# Partido di Moreno
Il partido di Moreno è un dipartimento (partido) dell'Argentina facente parte della provincia di Buenos Aires. Il capoluogo è Moreno. Si tratta di uno dei 24 partidos che compongono la cosiddetta "Grande Buenos Aires".

## Geografia antropica

### Suddivisioni amministrative
Il partido di Moreno è composto da 6 località:
| Località          | Popolazione (2001) |
| ----------------- | ------------------ |
| Cuartel V         | 38.034             |
| Francisco Álvarez | 23.506             |
| La Reja           | 33.370             |
| Moreno            | 149.317            |
| Paso del Rey      | 41.668             |
| Trujui            | 94.608             |